# الظلماوي (الدوادمي)
رئيس المركز نايف السبيق امير اسرة الدايل من الروقه من عتيبة